# منشية الشيخ المحروقي
منشية الشيخ المحروقي إحدى قرى مركز كفر الزيات التابع لمحافظة الغربية بجمهورية مصر العربية.

## السكان
بلغ عدد سكان منشية الشيخ المحروقي 8001 نسمة حسب تقدير عام 2018، والذي ذكرت فيها باسم كفر المحروقي.
| السنة  | 1986 | 1996 | 2006  | 2018 |
| ------ | ---- | ---- | ----- | ---- |
| القرية | 4840 | 5861 | 6,896 | 8001 |